# 瑪莉卡·舒拉瓦
瑪莉卡·舒拉瓦（1976年10月24日—）是印度女演員及前模特兒。她來自印度希薩爾縣小村落的一個賈特人家庭，她的父母起初並不支持舒拉瓦的演藝事業，但他們後來和好。舒拉瓦本名為莉瑪·蘭巴（Reema Lamba），瑪莉卡·舒拉瓦是她的藝名。
舒拉瓦以大膽的演出而為人所熟悉，她較為知名的電影包括：《Khwahish》 、《Murder》 、《Pyaar Ke Side Effects》 、《Aap Ka Suroor - The Real Love Story》、《Welcome》、《Double Dhamaal》，以及2005年香港電影《神話》。她經常被印度傳媒稱為印度的性感象征。她也是為數不多試圖跨入好萊塢的寶萊塢明星之一，曾出演《欲蛇》（2010年）和《政治之爱》（2011年）等電影。

## 外部連結
- 瑪莉卡·舒拉瓦在互联网电影资料库（IMDb）上的資料（英文）